# Pierre Teysseyre
Pierre Teysseyre est un footballeur français né le 4 février 1932 à Cadalen et mort le 17 novembre 2018 à Carpentras. Il était attaquant.

## Biographie
Pierre Teysseyre a joué 12 matchs en Division 1 avec le club de Rennes.